# Italiaanse Oorlog (1551-1559)
De Italiaanse Oorlog van 1551–1559 werd uitgevochten tussen het Duits-Spaanse vorstenhuis Habsburg en het Franse koningshuis Valois. Daarbij ging het vooral om de Franse uitbreidingsplannen in Italië en de Habsburgse pogingen om Frankrijk in te sluiten, waarbij ook werd gevochten in Vlaanderen en Artesië tussen de Habsburgs-Nederlandse troepen en koninklijke Franse legers.
Frankrijk wist Calais te veroveren  op Engeland, maar verloor de gevechten om Saint-Quentin en Grevelingen. Bij de Vrede van Cateau-Cambrésis deed Frankrijk afstand van aanspraken op Italiaanse gebieden, die goeddeels door Spanje werden ingelijfd. Siena kwam aan het hertogdom Florence toe.

## Verloop

### Middellandse Zeegebied
De Tunesische stad Mahdia werd veroverd in september 1550 door de Genuese admiraal Andrea Doria in dienst van keizer Karel V. In reactie hierop sloot Hendrik II van Frankrijk sloot een verdrag met sultan Süleyman I van het Ottomaanse Rijk, met als doel de macht van de Habsburgers in het Middellandse Zeegebied te breken. Het verdrag gaf Hendrik II de mogelijkheid om een veldtocht uit te voeren richting de Rijn terwijl een gecombineerde vloot zowel Franse als Turkse schepen het zuiden van Frankrijk verdedigde. 
Het Ottomaanse Beleg van Tripoli in 1551 was de eerste stap in de uiteindelijke Italiaanse Oorlog die zich voornamelijk afspeelde op het Europese vasteland en het mediterraanse gebied. De Franse galeien van Marseille werden bij de Ottomaanse vloot gevoegd. Toen Hendrik II in 1552 Karel V aanviel, zond de Ottomaanse vloot 100 galeien naar het westen van de Middellandse Zee, vergezeld door 3 galeien onder bevel van Gabriel de Luetz. Bij hun rooftochten langs de kust van Calabrië veroverden ze de stad Reggio.
In de Slag bij Ponza van 1552 voor de kust van het eiland Ponza leverde de vloot slag met 40 galeien van de Genuese vloot onder bevel van Andrea Doria en slaagde de Ottomaans-Franse vloot er in de vloot te verslaan en zeven galeien te veroveren. Deze alliantie zou er ook leiden tot de Frans-Ottomaanse invasie van Corsica in 1553. 
In de jaren daarna gingen de Ottomanen gingen door met diverse operaties in het Middellandse Zeegebied, zoals de Ottomaanse invasie van de Balearen in 1558 op verzoek van Hendrik II.

### Europese vasteland
Hendrik II sloot een alliantie met de Duitse protestantse vorsten, bevestigd in het Verdrag van Chambord van 1552. Een vroeg offensief in Lotharingen had succes door de verovering van de drie bisschopssteden Metz, Toul en Verdun. Hendrik II begon in 1554 ook een offensief tegen de Nederlanden. Zijn leger nam in juli de moderne versterking Mariembourg in, vernietigde het Paleis van Binche en sloeg het beleg van Renty. Hoewel de Fransen op 12 augustus zegevierden in de Slag bij Renty, moesten ze zich twee dagen later terugtrekken en werden de Nederlanden gespaard van erger.
De Franse invasie van Toscane in 1553 met steun van Siena verliep evenmin goed voor de Fransen. Het leger van Hendrik II werd aangevallen door een leger bestaande uit zowel keizerlijke als Toscaanse troepen onder leiding van Gian Giacomo Medici en werd verslagen in de Slag bij Marciano in 1554. De republiek Siena viel in 1555 en werd een deel van het kort daarvoor door Cosimo I de' Medici opgerichte groothertogdom Toscane.
Op 5 februari 1556 sloten Hendrik II en Filips II van Spanje het Bestand van Vaucelles. Hierin werd bepaald dat het gebied van de Drie Bisdommen werd toegekend aan Frankrijk. Het verdrag werd echter spoedig daarna geschonden.        
Na de abdicatie van Karel V in 1556 werd het Habsburgse rijk verdeeld tussen Filips II en Ferdinand I van het Duitse of Heilige Roomse Rijk. Hierdoor verplaatste de oorlog zich naar Vlaanderen, waar Filips in samenwerking met Emmanuel Philibert, hertog van Savoye het Franse leger versloeg in de Slag bij Sint-Quentin. De deelname van Engeland aan de oorlog leidde tot de inname van Calais en de plundering van diverse plaatsen in de Nederlanden door de Fransen.

### Oorlog tussen Filips II en paus Paulus IV
Het vredesbestand van vijf jaar tussen Frankrijk en Spanje, dat in februari 1556 was getekend, werd verbroken. Paus Paulus IV was ontevreden met het bestand en drong er bij de Franse koning Hendrik II op aan de Pauselijke Staten bij te staan tijdens een invasie van het Spaanse Napels. op 7 september 1556 reageerde Filips II door preventief de Pauselijke Staten met 12.000 man binnen te vallen onder leiding van de hertog van Alva. Franse troepen uit het noorden werden verslagen en gedwongen zich in augustus 1557 op Civitella terug te trekken. De Spanjaarden probeerden Rome te blokkeren door de haven van Ostia te bezetten, maar werden met een verrassingsaanval teruggedreven door de pauselijke legers. Toen de Franse troepen hen niet konden bijstaan, werden de pauselijke troepen verslagen. Het Spaanse leger naderde de omgeving van Rome. Uit angst voor een plundering van de stad, ging Paulus IV in op de eis van Alva, dat de Pauselijke Staten zich neutraal verklaarden. Volgens Karel V was de overeenkomst zelfs nog te gunstig voor de paus.

## Resultaat
In 1559 werd Hendrik II gedwongen tot de Vrede van Cateau-Cambrésis, waarbij hij zijn aanspraken op gebieden in Italië opgaf.
De situatie was voor Frankrijk ten opzichte met de jaren 1520 sterk verbeterd. Frankrijk had grondgebied verworven en het verdrag was een overeenkomst tussen twee gelijkwaardige machten maar de situatie in Italië was niet veranderd. De Habsburgers hadden hier nog steeds een overwicht. Ook de omcirkeling door het Habsburgse rijk was niet ongedaan gemaakt. Spoedig zou deze goede positie echter ongedaan gemaakt worden door de Hugenotenoorlogen.
Voor het Habsburgse rijk als geheel was het resultaat ook gemengd. De oorlog had hun positie binnen het Heilige Roomse Rijk verzwakt, de protestantse vorsten hadden grote invloed binnen het rijk verworven en het rijk van Karel V werd opgesplitst in twee delen onder Filips II en Ferdinand I. 
Voor Spanje was het resultaat een stuk beter. De Spaanse positie in Italië was sterk verbeterd was en de Spanjaarden hadden de Franse aanvallen op hun gebieden goed doorstaan.
Voor Engeland was er alleen maar slecht resultaat. Ze verloren hun laatste gebied op het Europese vasteland, en hun reputatie was zwaar beschadigd.

## Voetnoten
1. ↑  Geoffrey Parker, Emperor. A New Life of Charles V, 2019, p. 458

Italiaanse Oorlog (1494-1498) · Italiaanse Oorlog (1499-1504) · Oorlog van de Liga van Kamerijk (1508-1516) · Oorlog van Urbino (1517) · Italiaanse Oorlog (1521-1526) · Oorlog van de Liga van Cognac (1526-1536) · Italiaanse Oorlog (1535-1538) · Italiaanse Oorlog (1542-1546) · Italiaanse Oorlog (1551-1559)